# Exorista levicula
Exorista levicula là một loài ruồi trong họ Tachinidae.